# Stefano Travaglia
Stefano Travaglia (* 18. Dezember 1991 in Ascoli Piceno) ist ein italienischer Tennisspieler.

## Karriere
Stefano Travaglia spielt hauptsächlich auf der ATP Challenger Tour und der ITF Future Tour. Er feierte bislang neun Einzel- und sieben Doppelsiege auf der Future Tour. Auf der Challenger Tour gewann er bis dato das Doppelturnier in Meknès im Jahr 2014. Außerdem siegte er 2017 in Ostrava und 2018 in Marbella im Einzel.
Zum 3. November 2014 durchbrach er erstmals die Top 200 der Weltrangliste im Einzel und seine höchste Platzierung war ein 60. Rang im Februar 2021.

## Erfolge
| Legende (Anzahl der Siege)  |
| Grand Slam                  |
| ATP World Tour Finals       |
| ATP World Tour Masters 1000 |
| ATP World Tour 500          |
| ATP World Tour 250          |
| ATP Challenger Tour (8)     |

### Einzel

#### Turniersiege
| Nr. | Datum           | Turnier             | Belag | Finalgegner         | Ergebnis       |
| --- | --------------- | ------------------- | ----- | ------------------- | -------------- |
| 1.  | 7. Mai 2017     | Ostrava             | Sand  | Marco Cecchinato    | 6:2, 3:6, 6:4  |
| 2.  | 31. März 2018   | Marbella            | Sand  | Guido Andreozzi     | 6:3, 6:3       |
| 3.  | 28. April 2019  | Francavilla al Mare | Sand  | Oscar Otte          | 6:3, 6:73, 6:3 |
| 4.  | 4. August 2019  | Sopot               | Sand  | Filip Horanský      | 6:4, 2:6, 6:2  |
| 5.  | 3. Oktober 2021 | Sibiu               | Sand  | Thanasi Kokkinakis  | 7:64, 6:2      |
| 6.  | 6. Juli 2025    | Modena              | Sand  | Thiago Seyboth Wild | 6:4, 6:3       |

#### Finalteilnahmen
| Nr. | Datum           | Turnier   | Belag     | Finalgegner   | Ergebnis  |
| --- | --------------- | --------- | --------- | ------------- | --------- |
| 1.  | 7. Februar 2021 | Melbourne | Hartplatz | Jannik Sinner | 6:74, 4:6 |

### Doppel

#### Turniersiege
| Nr. | Datum              | Turnier | Belag | Partner                 | Finalgegner                            | Ergebnis          |
| --- | ------------------ | ------- | ----- | ----------------------- | -------------------------------------- | ----------------- |
| 1.  | 19. September 2014 | Meknès  | Sand  | Hans Podlipnik-Castillo | Gerard Granollers Jordi Samper Montaña | 6:2, 6:74, [10:7] |
| 2.  | 31. Mai 2025       | Vicenza | Sand  | Federico Bondioli       | August Holmgren Johannes Ingildsen     | 6:2, 6:1          |

## Abschneiden bei Grand-Slam-Turnieren

### Einzel
| Turnier         | 2014 | 2015 | 2016 | 2017 | 2018 | 2019 | 2020 | 2021 | 2022 | 2023 | 2024 | Karriere |
| --------------- | ---- | ---- | ---- | ---- | ---- | ---- | ---- | ---- | ---- | ---- | ---- | -------- |
| Australian Open | —    | Q1   | —    | —    | Q2   | 2    | 1    | 1    | 1    | —    | Q1   | 2        |
| French Open     | —    | —    | —    | Q1   | Q2   | 1    | 3    | 1    | —    | —    | Q1   | 3        |
| Wimbledon       | —    | —    | —    | 1    | 1    | Q1   |      | 1    | Q1   | —    | Q1   | 1        |
| US Open         | Q1   | —    | —    | 2    | 1    | Q1   | 1    | 1    | Q2   | 1    | —    | 2        |

Zeichenerklärung: S = Turniersieg; F, HF, VF, AF = Einzug ins Finale / Halbfinale / Viertelfinale / Achtelfinale; 1, 2, 3 = Ausscheiden in der 1. / 2. / 3. Hauptrunde; Q1, Q2, Q3 = Ausscheiden in der 1. / 2. / 3. Qualifikationsrunde; nicht ausgetragen